# Volmvattnet (Bodums socken, Ångermanland)
Volmvattnet är en sjö i Strömsunds kommun i Ångermanland och ingår i Ångermanälvens huvudavrinningsområde. Sjön har en area på 0,348 kvadratkilometer och ligger 339,9 meter över havet.

## Delavrinningsområde
Volmvattnet ingår i det delavrinningsområde (710635-153736) som SMHI kallar för Utloppet av Volmvattnet. Medelhöjden är 355 meter över havet och ytan är 1,66 kvadratkilometer. Det finns inga avrinningsområden uppströms utan avrinningsområdet är högsta punkten. Vattendraget som avvattnar avrinningsområdet har biflödesordning 5, vilket innebär att vattnet flödar genom totalt 5 vattendrag innan det når havet efter 200 kilometer. Avrinningsområdet består mestadels av skog (79 procent). Avrinningsområdet har 0,35 kvadratkilometer vattenytor vilket ger det en sjöprocent på 20,8 procent.